# Певціте
Певці́те (болг. Певците) — село в Пловдивській області Болгарії. Входить до складу общини Карлово.

## Населення
За даними перепису населення 2011 року у селі проживали 446 осіб.
Національний склад населення села:
| Національність   | Кількість осіб | Відсоток |
| ---------------- | -------------- | -------- |
| болгари          | 237            | 60,6%    |
| цигани           | 153            | 39,1%    |
| турки            | 0              | 0%       |
| Всього відповіли | 391            |          |

Розподіл населення за віком у 2011 році:
Динаміка населення: